# Горња Дубрава (Загреб)
Горња Дубрава је градска четврт у самоуправном ређењу града Загреба.
Градска четврт је основана Статутом Града Загреба 14. децембра 1999. године, а у претходном уређењу је постојала општина Дубрава.
По подацима из 2001. године површина четврти је 40,28 km², а број становника 61.388.
Четврт обухватаа северни део Дубраве, у којем се налазе бројна полуурбана насеља: Брановец, Чучерје, Данковец, Дубец, Гранешина, Гранешински Новаки, Јалшевец, Мирошевец, Новоселец, Опоровец, Ретковец, Трновчица.
Уз њих, постоје и насеља у новоградњи, као што су Клака, Пољанице и Студентски град.